# UVB-76
A UVB-76 (também  referida  como  UZB-76,  S28,  MDZhB - em russo:  Жужжалка) é  uma  estação de rádio de ondas curtas, que  transmite uma frequência 4625 kHz.  Conhecida entre os ouvintes de rádio ocidentais como The Buzzer,  ela  possui um pequeno  e monótono sinalⓘ,  repetindo-se  a uma taxa aproximada de 25 tons por minuto, durante 24 horas por dia. A estação tem sido observada desde 1982  e, ocasionalmente, o sinal de alarme é interrompido por uma transmissão de voz em russo.
O som transmitido dura em torno de 0,8 segundos, pausando por 1-1,3 segundo, repetindo incessantemente, lembrando um chiado igual ao de rádio acompanhado de um rápido barulho de um navio.
A estação é transmitida pelo menos desde 1982  com o repetitivo "pip" de dois segundos, mudando para uma campainha no início de 1990. Ela foi alterada brevemente para um tom mais alto e de maior duração (cerca de 20 tons por minuto) em 16 de janeiro de 2003, embora este som tenha sido revertido para o padrão de tom anterior.
A UVB-76 pode ser ouvida através do Wide-band WebSDR, digitando-se a 4625 kHz no campo "Frequency". Esse repetidor é mantido pela University of Twente, na Holanda.

## Mensagens de voz e outros sons
Antes de 2010, apenas três mensagens de voz foram comprovadamente transmitidas pela UVB-76:
- Em 24 de Dezembro de 1997, às 21:00 UTC: "Ya UVB-76, Ya UVB-76. 180 08 BROMAL 74 27 99 14. Boris, Roman, Olga, Mikhail, Anna, Leonid. 7 4 2 7 9 9 1 4."[1][9][10]
- Em 9 de Dezembro de 2002, 04:18 UTC: "UVB-76, UVB-76. 62 691 IZAFET 36 93 82 70. 6 2 6 9 1 Ivan, Zinaida, Anna, Fiodor, Elena, Tatiana, 3 6 9 3 8 2 7 0."[9]
- Em 21 de Fevereiro de 2006, 07:57 UTC: "UVB-76, UVB-76. 05 525 FELAK  19 09 08 98 TEPEPShIK 85 59 75 59 TPLEAL 39 52 53 58. 0 5 5 2 5 Fiodor, Elena, Leonid, Anna, Konstantin, 1 9 0 9 0 8 9 8 Tatiana, Elena, Pavel, Elena, Pavel, Schuka, Ivan, Konstantin, 8 5 5 9 7 5 5 9 Tatiana Pavel Leonid Elena Anna Leonid 3 9 5 2 5 3 5 8."[11]

| Indicativo                | Período de utilização |
| ------------------------- | --------------------- |
| UVB-76 (em russo: УЗБ-76) | 1997 – 2010           |
| MDZhB (em russo: МДЖБ)    | 2010 – 2015           |
| ZhUOZ (em russo: ЖУОЗ)    | 2015 – 2019           |
| ANVF (em russo: АНВФ)     | 2019 – 2020           |
| NZhTI (em russo: НЖТИ)    | 2020 – presente       |

Em 5 de Junho de 2010, a UVB-76 ficou aproximadamente 24 horas em silêncio, retornando à sua transmissão normal no dia 6 de Junho. No dia 10, às 21:30 UTC, uma série de códigos em morse foi transmitido por quatro minutos. Porém, no segundo semestre de 2010, uma onda repentina de atividade tomou conta da estação.
Ela começou no dia 1.º. de Setembro, às 22:25 UTC, quando a UVB-76 transmitiu um trecho de 38 segundos de "Dança dos Pequenos Cisnes" do ballet O Lago dos Cisnes, de Tchaikovsky. Um pequeno fragmento em morse também foi transmitido. No dia 05, às 12:30 UTC, uma voz feminina iniciou uma contagem de 1 a 9 em russo; uma hora depois, às 13:39 UTC, uma voz feminina abafada leu uma mensagem em código.
A transmissão seguinte ocorreu no dia 7 de Setembro, às 05:48 UTC: "Mikhail Dmitri Zhenya Boris. Mikhail Dmitri Zhenya Boris. 04 979 D-R-E-N-D-O-U-T. T-R-E-N-E-R-S-K-I-Y."  Ela  foi a  primeira de 25 mensagens transmitidas até o fim do mês de Setembro, seguidas por outras 56 entre Outubro e Dezembro. Em todas elas, com exceção da realizada em 10 de Setembro, o indicativo inicial transmitido "UVB-76" foi substituído por "Mikhail Dmitri Zhenya Boris", o que sugere que a estação de números foi rebatizada de UVB-76 para "MDZhB".
Em 11 de Novembro de 2010 uma conversa telefônica foi acidentalmente transmitida por 30 minutos. Essa conversa está disponível em russo  e menciona "o oficial da brigada de operações de plantão", as unidades de comunicação "Debut", "Nadezhda" (palavra em russo para "esperança", que tanto pode ser  um substantivo,  como também um nome próprio feminino),  "Sudak" (uma espécie de peixe de rio e também o nome de uma cidade na Crimeia) e "Vulkan". A voz feminina diz "oficial de serviço no comando do nó de comunicação Debut, código Uspenskaya, recebi a ligação de controle de Nadezhda OK".
Em 24 de janeiro de 2013, ouviu-se: “Obyavleniya komanda 135 (traduzindo para português: "Comando 135 iniciado").
Em 28 de fevereiro de 2022 ouviu-se a música "Dire Straits - Brothers In Arms" na emissão.
Em 1 de março de 2022 às 18h31 GMT foi possível escutar a música do genérico da série "Knight Rider" e também a música "Final Countdown" da Banda Europe.

## Defeitos
Frequentemente, conversas distantes e outros ruídos  de fundo podem ser ouvidos pela estação: isso sugere que o dispositivo é movimentado por trás  de  um microfone  ao  vivo  e  constantemente  aberto  (em vez  de  uma gravação de  som ou  automatizada  sendo  alimentada  através  de equipamentos de reprodução) ou que  um microfone  pode ter sido  ligado acidentalmente.  Uma dessas ocasiões  foi em 3 de novembro de 2001, quando  uma  conversa  em  russo  foi  ouvida:  "Я - 143. Не получаю генератор  (Ya - 143. Ne  poluchayu  generator) ".  "Идёт  такая  работа  от аппаратной (Idyot takayak rabota ot apparatnoi)".  ("Eu sou o 143.º. Eu não recebo o oscilador (gerador). " "Isso é o que a sala de operações está emitindo." ou "Essas são as ordens de operações.") 

## Formato de transmissão dos códigos
A atual estrutura para transmissão de vozes é a seguinte:
- Mikhail-Dmitri-Zhenya-Boris (Indicativo de chamada МDZhB, sempre repetido duas vezes)
- Mensagem codificada
- Priom (Прием, no alfabeto cirílico. Sua tradução literal é "recepção")

Quanto ao formato das mensagem, o mais habitual é com apenas uma palavra-chave, conforme o exemplo seguinte:
- 71 543 MASLIANYJ 07 00 15 46

A palavra-chave e os números são sempre lidos conforme o alfabeto fonético russo. No caso do exemplo acima, a mensagem seria lida como:
- 7 1 5 4 3 Mikhail Anna Semyon Leonid Ivan Anna Nikolaj Yuriy Ivan Kratky 0 7 0 0 1 5 4 6[18]

Outros formatos de mensagem, que incluem mais de uma palavra-chave, também já foram transmitidos:
- 79992  BONGU  9923  7768  7117  5770  BRONShchIK (por algum tempo formato muito comum, não mais usado)[19]
- 28138  KARIAMA  7756  0151  0551  5597 AGGRADATsIYa GLAShATEL' 7678 5508 (formato muito raro)[19]
- 15286 ANGLEZ 5109 9829 BUShMAR 8989 5579 NOMINATsIYa 7497 1656 (formato extremamente raro, ocorreu apenas duas vezes)[19]

Houve muitas especulações sobre o significado desses números e palavras. Membros do grupo Priyom.org, propuseram que o primeiro grupo cinco números significa  ID  da unidade receptora, os demais seriam instruções contidas em um livro-código. Há também uma antiga teoria que afirma que os números transmitidos seriam coordenadas geográficas.

## Função
O verdadeiro propósito da UVB-76 não foi confirmado pelo governo russo, tampouco pelos funcionários da transmissão, porém, com o advento da Internet, a rádio se tornou uma espécie de lenda contemporânea. Circulam pela rede dezenas de teorias que se propõem explicar a função da rádio, porém as duas mais famosas - e mais críveis - são as seguintes:
- Comunicação das Forças Estratégicas de Mísseis

Segundo o ex-ministro das Comunicações e Informática da Lituânia, o propósito das mensagens  de voz é confirmar que os operadores de outras estações de recepção estão alertas. Neste caso, a UVB-76 faria parte de um complexo sistema de comunicação ligado às Forças Estratégicas de Mísseis da Rússia (em russo: Ракетные войска стратегического назначения, РВСН), semelhante às mensagens Emergency Action Message (EAM), enviadas pelas Forças Armadas dos Estados Unidos.
- Estudo da ionosfera, via Efeito Doppler

Essa teoria se baseia em um artigo publicado no Jornal Russo de Ciências da Terra, na seção sobre observações geofísicas. Segundo o texto, o Observatório Geofísico de Borok realiza estudos e medições da ionosfera utilizando o Efeito Doppler, através de emissão de ondas na frequência de 4,625 MHz. No entanto, essa teoria não explicaria as mensagens de voz em código.
A real função da UVB-76 é como parte do sistema de comunicação do Distrito Militar Ocidental (Западный военный округ), transmitindo mensagens cifradas para fins militares. A fonte de suas transmissões é o 60.º Hub de Comunicação (indicativo de chamada Vulkan), localizado na Praça do Palácio, em São Petersburgo. As mensagens são enviadas em um formato conhecido como Monolyth (Сигнал Монолит, no alfabeto cirílico), que define seu nível de urgência e que é utilizado comumente na radiotelefonia militar russa. Em situações pouco usuais, ocorre a transmissão de mensagens de comandos especiais, como por exemplo КОМАНДА 145 (Comando 145, em tradução literal). Verificou-se que o КОМАНДА 145 significa alerta de simulação, enquanto КОМАНДА 45 significa alerta real.[carece de fontes?]
Existem mais três rádios, conhecidas como "The Pip" ( S30, operando na frequência 5448 kHz durante o dia e 3756 kHz durante a noite - amostra de som), "The Squeaky Wheel" (ou S32, operando na frequência  5473 kHz durante o dia e 3828 kHz durante a noite - amostra de som) e "Plovets-41" (ou Пловец-41, operando na frequência 4325 kHz para transmissão de mensagens de voz e 4325.9 kHz para transmissão de código morse - amostra de som) que, assim como a UVB-76, transmitem um som repetitivo que ocasionalmente é interrompido para a transmissão de mensagens de voz.
The Pip e The Squeaky Wheel são transmitidas de 47°17'58"N 39°40'25"E, região de Rostov-on-Don, pelo 72.º Hub de Comunicação (indicativo de chamada Akaciya). Já a transmissão da Plovets-41 foi triangulada como tendo origem na região de Ecaterimburgo, atendendo ao Distrito Militar Central (Центральный военный округ).

## Ligações entre a UVB-76, 'The Pip' e 'The Squeaky Wheel'
Em uma ocasião registrada, em 12 de Março de 2012, a S30, S32 e a UVB-76 transmitiram mensagens sequencialmente. O que sugere que ocorre uma retransmissão de informações.[carece de fontes?] A seguinte mensagem foi transmitida:
S30 'The Pip' às 15:08 UTC:
8S1Shch  89  859  RYeNTNYJ  38  18  55  80
S32 'The Squeaky Wheel' às 15:11 UTC:
Al'fa45 85  876  NABORNYJ  72  68  48  29
S28 'UVB-76' às 15:18 UTC:
MDZhB  38  466  DVOROVYJ  24  45  94  38
A S30 utiliza 8S1Shch [8С1Щ][carece de fontes?] e S32 usa Al'fa45 [Альфа45]). Não há registros de eventuais retransmissões por parte da Plovets-41, embora entusiastas apontem ligação dela com uma quarta estação de números, conhecida por S6930 (Katok-65).

## Localização

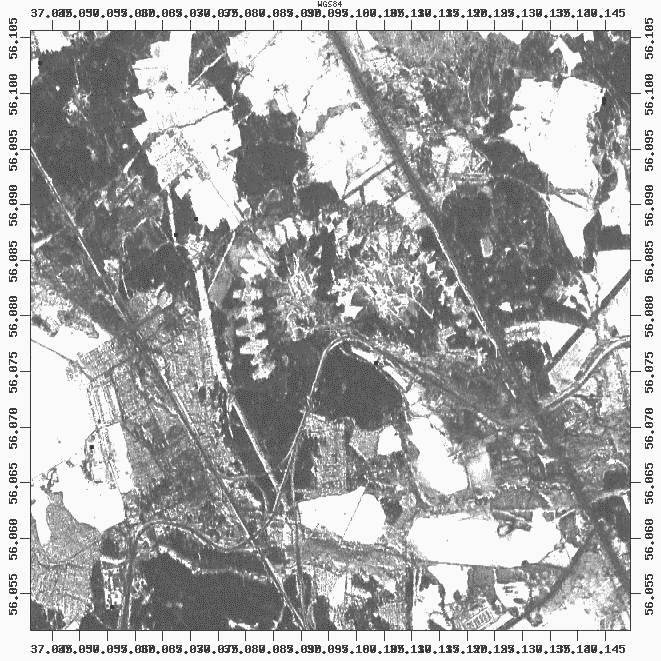
Foto de satélite do transmissor da UVB-76 em Povarovo, Rússia.

Até 2010 as transmissões da UVB-76 eram realizadas de um edifício militar próximo à Povarovo (N56°5'0" E37°6'37"), uma cidade fechada (em russo usa-se o acrônimo "ЗАТО", no alfabeto latino "ZATO") que fica entre Zelenograd e Solnechnogorsk, a menos de 40 km de Moscou, próximo à aldeia de Lozhki. A localização e o indicativo eram desconhecidos até a primeira transmissão de voz conhecida de 1997. Em setembro de 2010, o transmissor da estação foi transferido para perto da cidade de Pskov, situada no noroeste da Rússia, 70 km a leste da fronteira com a Estônia, e que possui pouco mais de 202.000 habitantes. Essa alteração na localização do transmissor pode ter sido realizada devido à reorganização das forças armadas russas. Em 2011, um grupo de exploradores urbanos explorou os edifícios abandonados em Povarovo, e nele foi encontrado um registro de rádio confirmando a operação de um transmissor em 4625KHz, e afirmaram que se tratava de uma base militar abandonada.
Atualmente, crê-se a UVB-76 é transmitida apenas a partir do 69° centro de comunicação em Naro Fominsk, em Moscou.

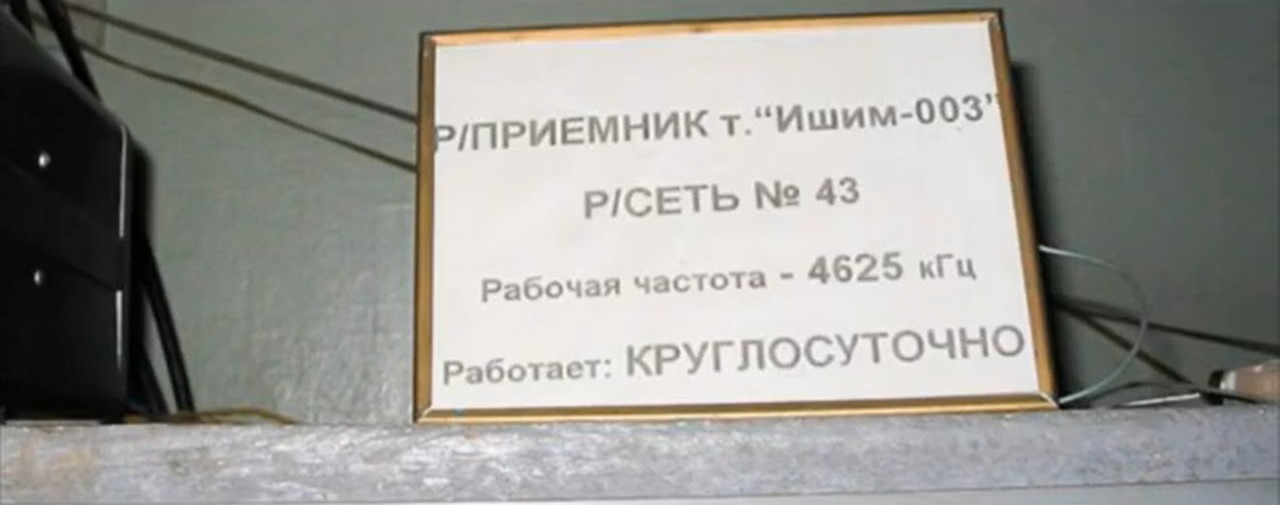
Registro de operação encontrado em uma das salas do antigo edifício da rádio.

## Outros transmissores

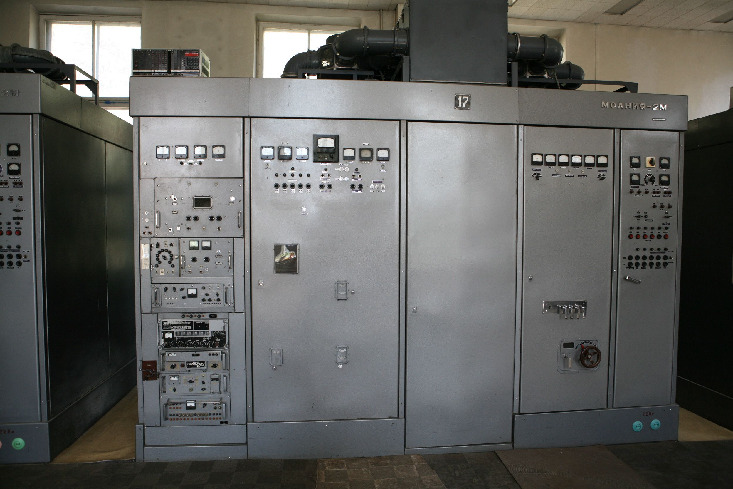
Transmissor de modelo Molniya-2M, um dos transmissores utilizados pela rádio.

Os principais transmissores usados pela UVB-76 são Molniya-2M (PKM-15) e Molniya-3 (PKM-20) com uma potência de transmissão estimada de 10 kWh. O dispositivo também possui um transmissor de backup Viaz-M2. A antena é um dipolo VGDSh horizontal com uma altura de cerca de 20 m.
Crê-se que a UVB-76 utiliza, ao menos, dois transmissores que enviam o "buzz" ligeiramente fora de sincronia, e que já foram observados em muitas ocasiões. Essa teoria se baseia na observação da modulação do emissor principal em Povarovo,  que foi avaliada como sendo A3E (ou A3EG, uma transmissão AM normal, como encontrados em LF público e faixas de MF).
Durante a manutenção diária, entre 07:00 e 07:50 UTC, os transmissores principais Molniya-2M (PKM-15) e Molniya-3 (PKM-20) eram desligados e a transmissão retomada a partir de um transmissor de backup de modelo Viaz-M2, usando modulação R3E (comunicação de voz AME, como o usado nas  bandas de HF, principalmente pelos militares) e transmitindo harmônicos em 9,250 e 13,875 kHz. Depois que o local do transmissor Povarovo foi abandonado, em 2010, crê-se que o transmissor R3E seja a principal fonte de emissões de aviso sonoro. É provável que este fique na região de Pskov. Em 2011, foram detectados novos sinais de que existia ao menos mais um transmissor, em local desconhecido.
A UVB-76 foi observada operando em muitos modos diferentes, sendo transmissões em H3E e R3E, o envio de mensagens em J3E (USB), e alguns em R3E, respetivamente.

## Outros indicativos
Às vezes, as mensagens enviadas pela rádio podem conter um indicativo diferente do indicativo padrão. Uma dessas ocasiões foi em 24 de fevereiro de 2011, quando a UVB-76 transmitiu uma mensagem com o indicativo V6BY.